# Nowe Delhi

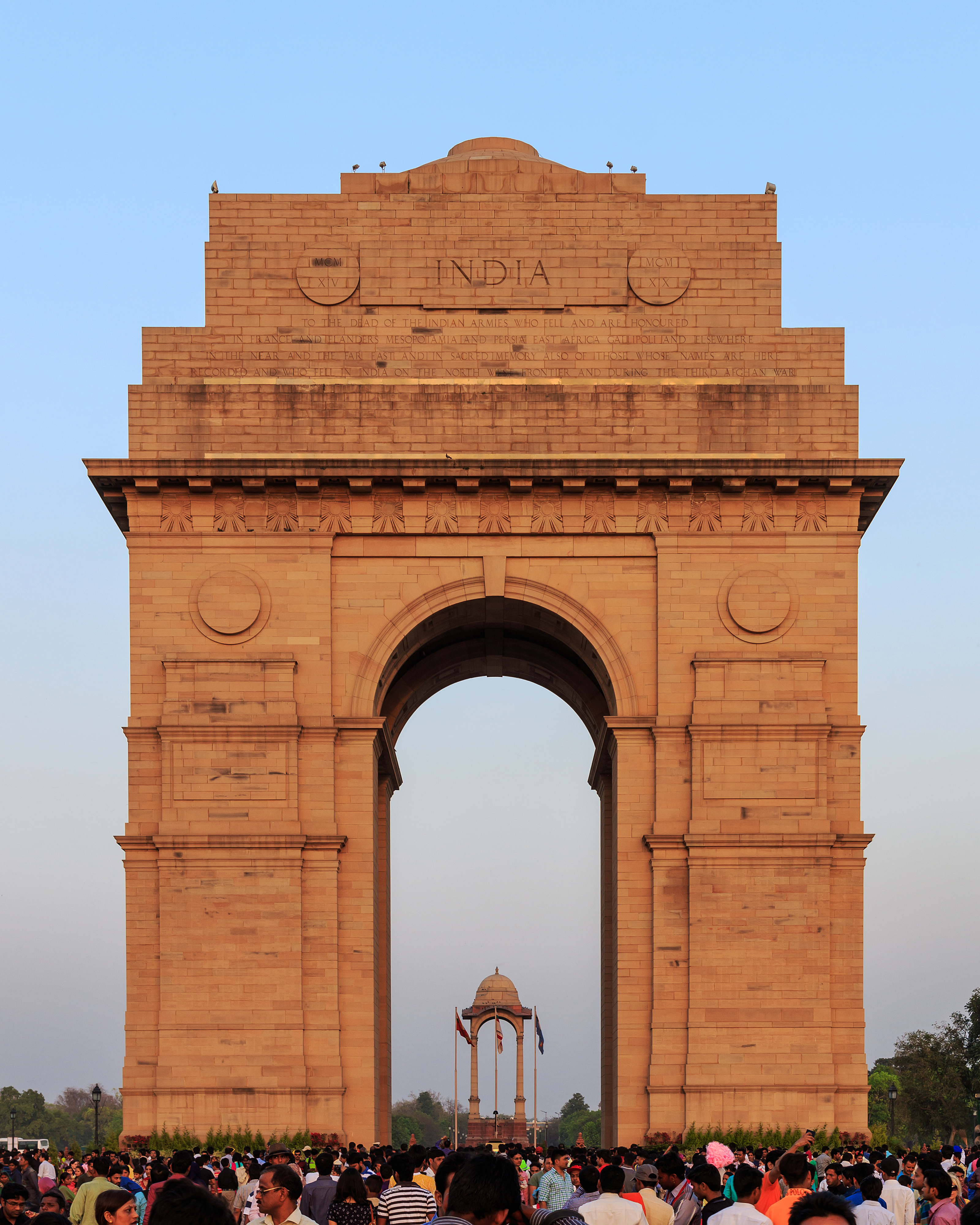
Brama Indii

Nowe Delhi (hindi नई दिल्ली – czyt.: nai dilli; ang. New Delhi – czyt.: nju deli) – stolica Indii znajdująca się w Delhi – jednostce administracyjnej mającej status narodowego terytorium stołecznego (national capital territory). Nowe Delhi, choć pod względem administracyjnym jest osobnym miastem, nie stanowi wydzielonego organizmu miejskiego, lecz łączy się z sąsiednimi dzielnicami Delhi, stanowiąc jakby kolejną dzielnicę tego miasta. Potocznie nazwą Nowe Delhi określa się całe Delhi z wyłączeniem Starego Delhi.

## Historia
W starożytności starsza część miasta znana była pod nazwą Indraprastha. W I tysiącleciu p.n.e. miasto było stolicą państwa Pandawów. W XII w. Delhi opanowali najeźdźcy muzułmańscy i od 1206 było stolicą odrębnego sułtanatu delhijskiego. Od XIV w. Delhi zostało zajęte przez Timurydów. W latach 1526–1739 Delhi było stolicą państwa Wielkich Mogołów. W 1803 Delhi znalazło się pod panowaniem Brytyjczyków. W 1912 Brytyjczycy przenieśli stolicę z Kalkuty do Nowego Delhi, a w 1947 stało się stolicą niepodległych Indii.

## Transport
Niedaleko od centrum miasta znajduje się Port lotniczy Indira Gandhi.

## Zabytki i atrakcje turystyczne
- Akshardham
- Brama Indii
- Raj Path

## Szkolnictwo wyższe
- Uniwersytet Delhi (दिल्ली विश्वविद्यालय) (zał. w 1922)
- Uniwersytet im. Jawaharlala Nehru
- Uniwersytet Guru Gobind Singh Indraprastha
- Krajowy Uniwersytet Islamski (zał. w 1920)
- Krajowy Uniwersytet Otwarty im. Indiry Gandhi (zał. w 1985)
- Indyjski Instytut Zarządzania Azji i Pacyfiku (zał. w 1996)
- Indyjski Instytut Technologiczny (zał. w 1961)
- Indyjski Instytut Zarządzania i Technologii
- Instytut Technologiczny im. Netaji Subhas
- Krajowy Instytut Studiów Medycznych (zał. w 1956)

## Miasta partnerskie
- Chicago, Stany Zjednoczone
- Waszyngton, Stany Zjednoczone